# Голестан

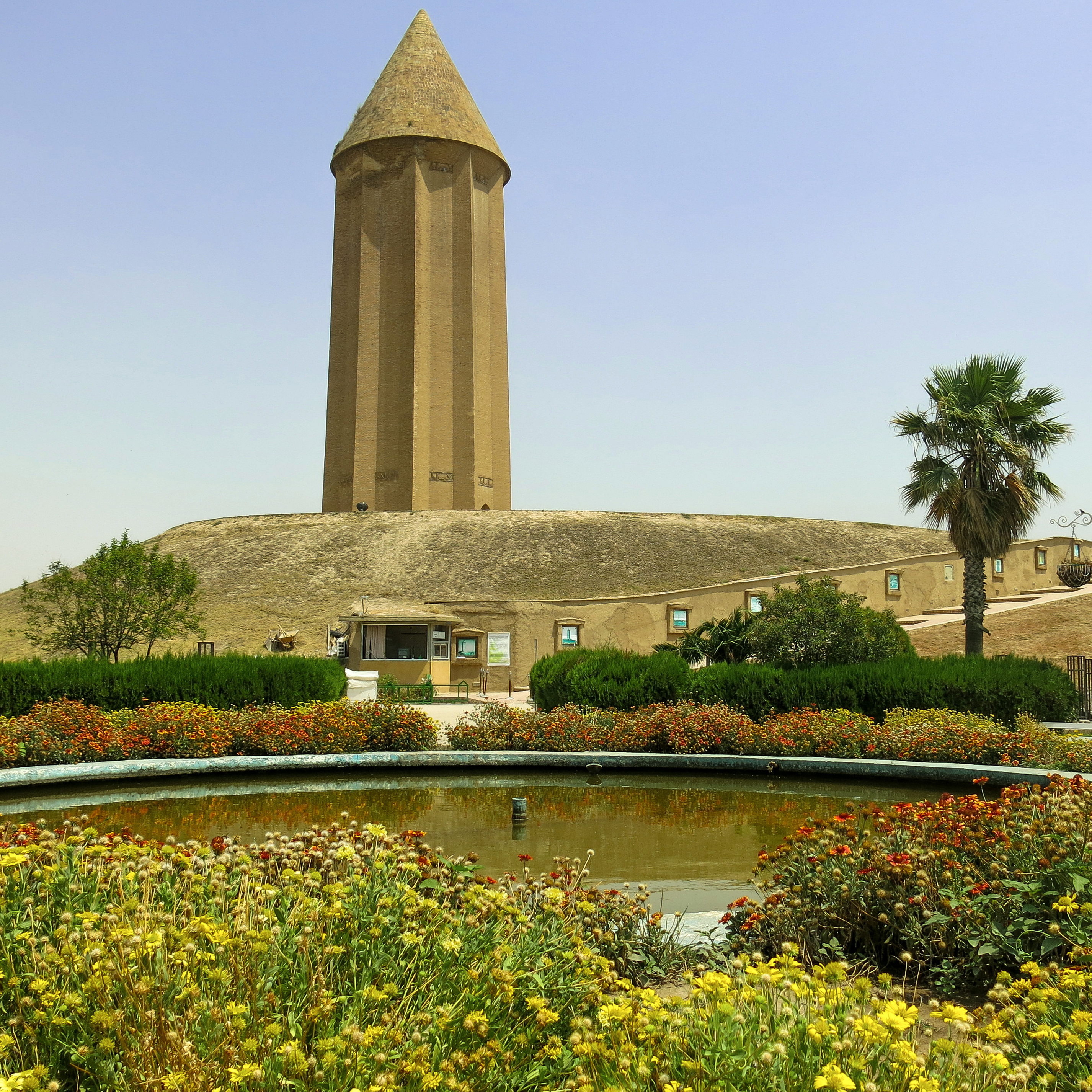
Башня Гомбеде-Кавус (Хади Карими)

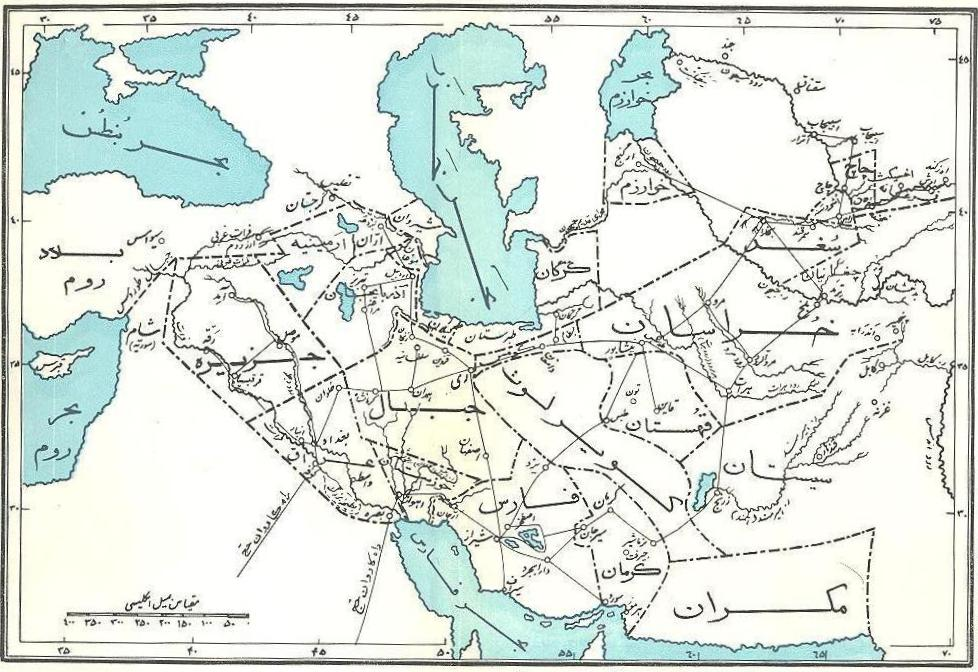
Карта Аббасидского халифата, показывающая провинцию Горган, предвестник современной провинции Голестан

Голеста́н (перс. گلستان‎ — Golestân) — один из 31 остана Ирана. Остан расположен на севере страны. Граничит на севере с Туркменистаном (Балканский велаят), на востоке — с Северным Хорасаном, на юге — с Семнаном, на западе — с Мазендераном. Омывается на западе Каспийским морем. Административный центр остана — город Горган, другие крупные города — Гомбеде-Кавус (140 тыс.), Бендер-Торкемен (127 тыс.), Гюмюшан (100 тыс.), Кордкуй (68 тыс.), Алиабад (47 тыс.), Бендер-Гез (47 тыс.), Азадшехр (39 тыс.), Минудашт (26 тыс.), Рамиан (12 тыс.).
Площадь — 20 195 км². Население — около 1 617 087 человек (2006).

## История
После удачной для России русско-персидской войны 12 сентября 1723 эта область была отдана России. К концу русско-турецкой войны 1735—1739 область была возвращена Персии с целью организации альянса против Турции.
Остан Голестан выделен из остана Мазендеран в 1997.

## Административное деление
Провинция делится на 12 шахрестанов:
| Карта | Аббревиатура на карте          | Шахрестан |
| ----- | ------------------------------ | --------- |
|       |                                |           |
| A     | Алиабад (Aliabad-e Katul)      |           |
| Az    | Азадшехр (Azadshahr)           |           |
| BT    | Торкемен (Bandar-e Torkaman)   |           |
| K     | Келале (Kalaleh)               |           |
| G     | Горган (Gorgan)                |           |
| Go    | Гомбеде-Кавус (Gonbad-e Qabus) |           |
| Ko    | Кордкуй (Kordkuy)              |           |
| Ga    | Галикеш (Galikesh)             |           |
| M     | Минудешт (Minoodasht)          |           |
| R     | Рамиан (Ramiyan)               |           |
| BG    | Бендер-э-Газ (Bandar-e Gaz)    |           |
| Ag    | Аккела (Agh Ghala)             |           |

## Экономика
Основные отрасли экономики — сельское хозяйство (хлопок, рис, пшеница, рапс, соя, подсолнечник, табак, картофель, лук, цветы, киви, бананы, клубника), пищевая, текстильная, нефтеперерабатывающая, нефтехимическая, автомобильная промышленность, энергетика, добыча угля, торговля, транспорт, рыболовство. В городе Горга́н расположен нефтеперерабатывающий завод «Нэшнл Ираниан Ойл Рефайнинг энд Дистрибьюшн Компани». В городах Бендер-Торкемен и Атрек расположены свободные экономические зоны. В городе Пейванд расположен цементный завод «Пейванде Голестан».

## Достопримечательности
В городе Гомбеде-Кавус расположены башня эпохи Зияридов и руины Горганской стены. Также в остане расположены Национальный парк Голестан, заповедник перелетных птиц вокруг озера Альма-Гол, водопады Шир-Абад возле города Ханбебин и Кабуд-валь возле города Алиабад, остров Ашур-Ада возле города Бендер-Торкемен.